# Euforia (serial telewizyjny)
Euforia (ang. Euphoria) – amerykański serial telewizyjny (dramat młodzieżowy) wyprodukowany przez A24 Television, The Reasonable Bunch, Little Lamb, DreamCrew oraz Tedy Productions, który jest adaptacją izraelskiego serialu o tym samym tytule stworzonego przez Rona Leshem, Daphne Levin i Tmirę Yardeni. Serial jest emitowany od 16 czerwca 2019 przez HBO, w Polsce dzień później przez HBO Polska.
Serial opowiada o życiu i problemach grupy uczniów szkoły średniej, którzy próbują radzić sobie z narkotykami, seksem i przemocą, starając się zrozumieć niepewną przyszłość.

## Obsada

### Główna
- Zendaya jako Ruby "Rue" Bennett, nastoletnia narkomanka, która jest świeżo po odwyku i walczy o swoje miejsce w świecie; pełni ona również rolę narratorki[3]
- Maude Apatow jako Alexis "Lexi" Howard, najlepsza przyjaciółka Rue z dzieciństwa i młodsza siostra Cassie[3]
- Angus Cloud jako Fezco, lokalny diler narkotyków, blisko związany z Rue[3]
- Eric Dane jako Cal Jacobs, surowy, wymagający ojciec Nate’a, który prowadzi podwójne życie[3]
- Alexa Demie jako Madeleine „Maddy” Perez, dziewczyna Nate’a z przerwami[3]
- Jacob Elordi jako Nathaniel "Nate" Jacobs, chłopak Maddy z przerwami, licealny sportowiec, którego problemy z gniewem maskują seksualną niepewność[3]
- Barbie Ferreira jako Katherine "Kat" Hernandez, dziewczyna walcząca o pozytywną postawę wobec ciała i jednocześnie odkrywająca swoją seksualność[3]
- Nika King jako Leslie Bennett, matka Rue i Gii[3]
- Storm Reid jako Georgia "Gia" Bennett, młodsza siostra Rue[3]
- Hunter Schafer jako Jules Vaughn, transpłciowa dziewczyna, która po przeprowadzce do miasta wchodzi w burzliwy związek z Rue[3]
- Algee Smith jako Christopher "Chris" McKay, młody futbolista i były chłopak Cassie, który ma problemy z przystosowaniem się do życia w college’u[3]
- Sydney Sweeney jako Cassandra "Cassie" Howard, starsza siostra Lexi, przyjaciółka Maddy i była dziewczyna McKaya, z niechlubną przeszłością seksualną, która wciąż ją prześladuje[3]

- Javon „Wanna” Walton jako Ashtray (Popielnik), nieoficjalnie adoptowany „młodszy brat” Feza i diler narkotyków[3]
- Austin Abrams jako Ethan Daley, miłosne zainteresowanie Kat[3]
- Dominic Fike jako Elliot (sezon 2), nowy przyjaciel Rue, który staje pomiędzy nią a Jules[3]

### Drugoplanowa
- Colman Domingo jako Ali
- Keean Johnson jako Daniel
- Lukas Gage jako Tyler
- Alanna Ubach jako Suze Howard, matka Cassie i Lexi
- Sophia Rose Wilson jako Barbara "BB" Brookes, przyjaciółka Maddy, Cassie i Kat
- Chloe Cherry jako Faye, wspólokatorka Fezco
- Ruben Dario jako Ted
- Nolan Bateman jako Wes
- Tyler i Tristian Timmons jako Troy i Roy McKay
- Shiloh Fernandez jako Trevor
- Will Peltz jako Luke Kasten
- Paula Marshall jako Marsha Jacobs

## Przegląd sezonów
| Sezon | Sezon             | Odcinki | Premierowa emisja | Premierowa emisja | Premierowa emisja | Premierowa emisja |
| Sezon | Sezon             | Odcinki | Premiera          | Finał             | Premiera          | Finał             |
| ----- | ----------------- | ------- | ----------------- | ----------------- | ----------------- | ----------------- |
|       | 1                 | 8       | 16 czerwca 2019   | 4 sierpnia 2019   | 17 czerwca 2019   | 5 sierpnia 2019   |
|       | Odcinki specjalne | 2       | 3 grudnia 2020    | 22 stycznia 2021  | 4 grudnia 2020    | 23 stycznia 2021  |
|       | 2                 | 8       | 9 stycznia 2022   | 27 lutego 2022    | 10 stycznia 2022  | 28 lutego 2022    |

## Lista odcinków

### Sezon 1 (2019)
| Nr | # | Tytuł                                                        | Reżyseria          | Scenariusz   | Data premiery (Stany Zjednoczone, HBO) | Data premiery (Polska, HBO Polska) |
| -- | - | ------------------------------------------------------------ | ------------------ | ------------ | -------------------------------------- | ---------------------------------- |
| 1  | 1 | Pilot                                                        | Augustine Frizzell | Sam Levinson | 16 czerwca 2019                        | 17 czerwca 2019                    |
| 2  | 2 | Stuntin’ Like My Daddy                                       | Sam Levinson       | Sam Levinson | 23 czerwca 2019                        | 24 czerwca 2019                    |
| 3  | 3 | Made You Look                                                | Sam Levinson       | Sam Levinson | 30 czerwca 2019                        | 1 lipca 2019                       |
| 4  | 4 | Shook Ones Pt. II                                            | Sam Levinson       | Sam Levinson | 7 lipca 2019                           | 8 lipca 2019                       |
| 5  | 5 | 03 Bonnie and Clyde                                          | Jennifer Morrison  | Sam Levinson | 14 lipca 2019                          | 15 lipca 2019                      |
| 6  | 6 | The Next Episode                                             | Pippa Bianco       | Sam Levinson | 21 lipca 2019                          | 22 lipca 2019                      |
| 7  | 7 | The Trials and Tribulations of Trying to Pee While Depressed | Sam Levinson       | Sam Levinson | 28 lipca 2019                          | 29 lipca 2019                      |
| 8  | 8 | And Salt the Earth Behind You                                | Sam Levinson       | Sam Levinson | 4 sierpnia 2019                        | 5 sierpnia 2019                    |

### Odcinki specjalne (2020–2021)
| Nr | # | Tytuł                                        | Polski tytuł                             | Reżyseria    | Scenariusz                   | Data premiery                                                | Data premiery w Polsce                                      |
| -- | - | -------------------------------------------- | ---------------------------------------- | ------------ | ---------------------------- | ------------------------------------------------------------ | ----------------------------------------------------------- |
| 9  | 1 | Trouble Don’t Last AlwaysPart 1: Rue         | Odcinek specjalny: część 1Część 1: Rue   | Sam Levinson | Sam Levinson                 | 3 grudnia 2020 (HBO Max, online)6 grudnia 2020 (HBO, tv)     | 4 grudnia 2020 (HBO GO, online)7 grudnia 2020 (HBO, tv)     |
| 10 | 2 | F–k Anyone Who’s Not a Sea BlobPart 2: Jules | Odcinek specjalny: część 2Część 2: Jules | Sam Levinson | Sam Levinson, Hunter Schafer | 22 stycznia 2021 (HBO Max, online)24 stycznia 2021 (HBO, tv) | 23 stycznia 2021 (HBO GO, online)25 stycznia 2021 (HBO, tv) |

### Sezon 2 (2022)
| Nr | # | Tytuł                                                       | Reżyseria    | Scenariusz   | Data premiery (Stany Zjednoczone, HBO) | Data premiery (Polska, HBO Polska) |
| -- | - | ----------------------------------------------------------- | ------------ | ------------ | -------------------------------------- | ---------------------------------- |
| 11 | 1 | Trying to Get to Heaven Before They Close the Door          | Sam Levinson | Sam Levinson | 9 stycznia 2022                        | 10 stycznia 2022                   |
| 12 | 2 | Out of Touch                                                | Sam Levinson | Sam Levinson | 16 stycznia 2022                       | 17 stycznia 2022                   |
| 13 | 3 | Ruminations: Big and Little Bullys                          | Sam Levinson | Sam Levinson | 23 stycznia 2022                       | 24 stycznia 2022                   |
| 14 | 4 | You Who Cannot See, Think of Those Who Can                  | Sam Levinson | Sam Levinson | 30 stycznia 2022                       | 31 stycznia 2022                   |
| 15 | 5 | Stand Still Like the Hummingbird                            | Sam Levinson | Sam Levinson | 6 lutego 2022                          | 7 lutego 2022                      |
| 16 | 6 | A Thousand Little Trees of Blood                            | Sam Levinson | Sam Levinson | 13 lutego 2022                         | 14 lutego 2022                     |
| 17 | 7 | The Theater and It’s Double                                 | Sam Levinson | Sam Levinson | 20 lutego 2022                         | 21 lutego 2022                     |
| 18 | 8 | All My Life, My Heart Has Yearned for a Thing I Cannot Name | Sam Levinson | Sam Levinson | 27 lutego 2022                         | 28 lutego 2022                     |

## Produkcja
1 czerwca 2017 roku poinformowano, że HBO zamówiła pierwszy sezon serialu od Rona Leshema, Daphnę Levin i Tmirę Yardeni.
W czerwcu 2018 roku ogłoszono obsadę serialu, do której dołączyli: Zendaya, Storm Reid, Maude Apatow, Brian „Astro” Bradley, Eric Dane, Angus Cloud, Alexa Demie, Jacob Elordi, Barbie Ferreira, Nika King, Hunter Schafer i Sydney Sweeney.
Pod koniec października 2018 roku obsada powiększyła się o Austina Abramsa oraz Algeea Smitha.
12 lipca 2019 roku HBO przedłużyła serial o drugi sezon.
Premiera drugiego sezonu odbyła się 9 stycznia 2022 roku w Stanach Zjednoczonych, w Polsce natomiast 10 stycznia 2022 roku.
4 lutego 2022 roku zapowiedziano przedłużenie serialu o trzeci sezon.

## Nagrody

### People’s Choice
- 2019:
  - Kryształowa Statuetka – Ulubiona telewizyjna gwiazda dramatyczna Zendaya

### Satelity
- 2020:
  - Satelita – Najlepsza aktorka w serialu dramatycznym Zendaya

### Camerimage
- 2019:
  - First Look – Konkurs Pilotów Seriali – Najlepszy pilot serialu Marcell Rév[28]